# The Wait
The Wait (Originaltitel La espera, beides für „Das Warten“) ist ein Fantasydrama mit Horrorelementen von F. Javier Guiterrez. Der Film feierte Mitte September 2023 beim Internationalen Filmfest Oldenburg seine Premiere und kam Mitte Dezember 2023 in die spanischen Kinos.

## Handlung
Eladio, ein einfacher, ehrlicher Mann, nimmt einen Job als Aufseher eines riesigen, abgelegenen Anwesens des Landbesitzers Don Francisco in Andalusien an. Er bringt seine Frau Marcia und seinen Sohn Floren mit. Sie versuchen sich auf einer verlassenen Ranch ein neues Leben aufzubauen. Eigentlich vermietet Don Francisco das Gebäude an Jäger, die dort Wildschweine jagen. Die Arbeit ist hart und die Umgebung so karg und feindselig, dass dort kaum etwas gedeiht, doch Eladio kann hier seine Familie ernähren.
Als Floren bei einem Unfall zu Tode kommt, begeht seine Mutter Selbstmord und sein Vater verfällt dem Alkohol.

## Produktion

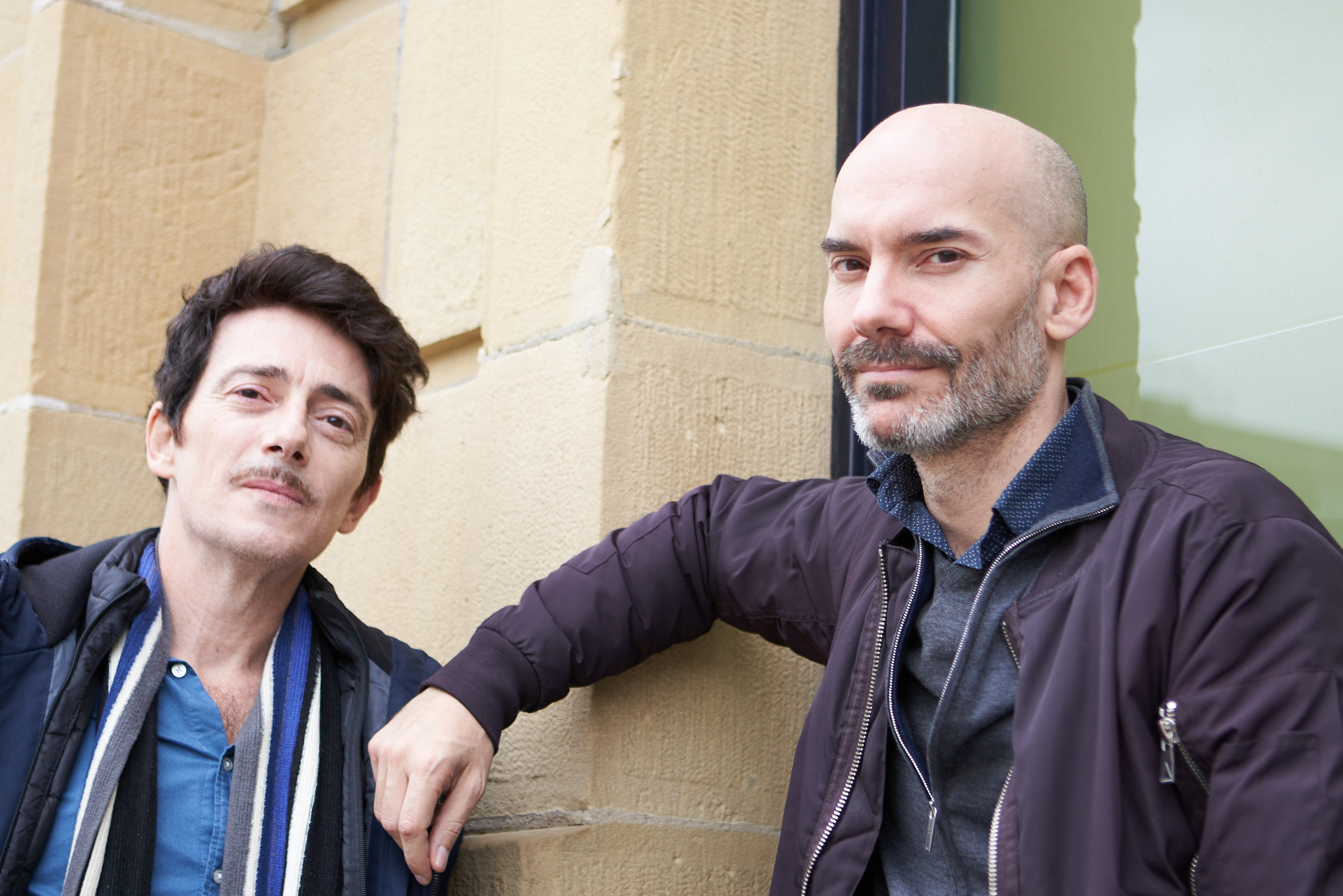
Victor Clavijo, der Eladio spielt, gemeinsam mit dem Regisseur F. Javier Guiterrez

Regie führte F. Javier Guiterrez, der auch das Drehbuch schrieb. Es handelt sich bei The Wait nach Before the Fall von 2008 und Rings von 2017 um den dritten Spielfilm des Spaniers. Der Regisseur beschreibt The Wait selbst als „einen langsamen, übernatürlichen Neo-Western“. Er übernahm bei dem Film auch selbst den Schnitt.
Victor Clavijo spielt den Aufseher Eladio, Ruth Díaz seine Ehefrau Marcia und Moisés Ruiz ihren Sohn Floren. Manuel Morón ist in der Rolle von Eladios Boss zu sehen, dem Landbesitzer Don Francisco. Das Casting übernahm Marichu Sanz.
Die Filmmusik komponierte Zeltia Montes, die zuvor für Filme wie El buen patrón, La casa entre los cactus und Bird Box: Barcelona tätig war.
Die Premiere des Films erfolgte am 14. September 2023 beim Internationalen Filmfest Oldenburg. Im Oktober 2023 wurde der Film beim Sitges Film Festival gezeigt. Der erste Trailer wurde Mitte November 2023 vorgestellt. Am 15. Dezember 2023 kam der Film in die spanischen Kinos. Im April 2024 wurde er beim Brussels International Fantastic Film Festival vorgestellt.

## Rezeption

### Kritiken
Von den bei Rotten Tomatoes aufgeführten Kritiken sind 85 Prozent positiv.

### Auszeichnungen
Brussels International Fantastic Film Festival 2024
- Nominierung für die Silver Méliès (F. Javier Gutiérrez)[6]

Camerimage 2024
- Auszeichnung mit dem FilmLight Color Award in der Sektion Spotlight (Raúl Lavado Verdú und das Misterio Color Lab)[7]

Internationales Filmfest Oldenburg 2023
- Nominierung für den Publikumspreis (F. Javier Gutiérrez)

Nòt Film Fest 2024
- Auszeichnung für die Beste Regie (F. Javier Gutierrez)[8]

Satellite Awards 2025
- Nominierung als Bester internationaler Film[9]

Semana de Cine de Cordoba 2023
- Auszeichnung mit dem Cervatillo de Bronce (F. Javier Gutiérrez)[10]

Sitges Film Festival 2023
- Nominierung als Bester Spielfilm im Official Fantàstic Competition (F. Javier Gutiérrez)[3]